# Genetyllis macrophthalma
Genetyllis macrophthalma är en ringmaskart som beskrevs av Hartmann-Schröder 1979. Genetyllis macrophthalma ingår i släktet Genetyllis och familjen Phyllodocidae. Inga underarter finns listade i Catalogue of Life.